# Himertosoma variegatum
Himertosoma variegatum är en stekelart som först beskrevs av André Seyrig 1932.  Himertosoma variegatum ingår i släktet Himertosoma och familjen brokparasitsteklar. Inga underarter finns listade i Catalogue of Life.